# Turbinicarpus swobodae

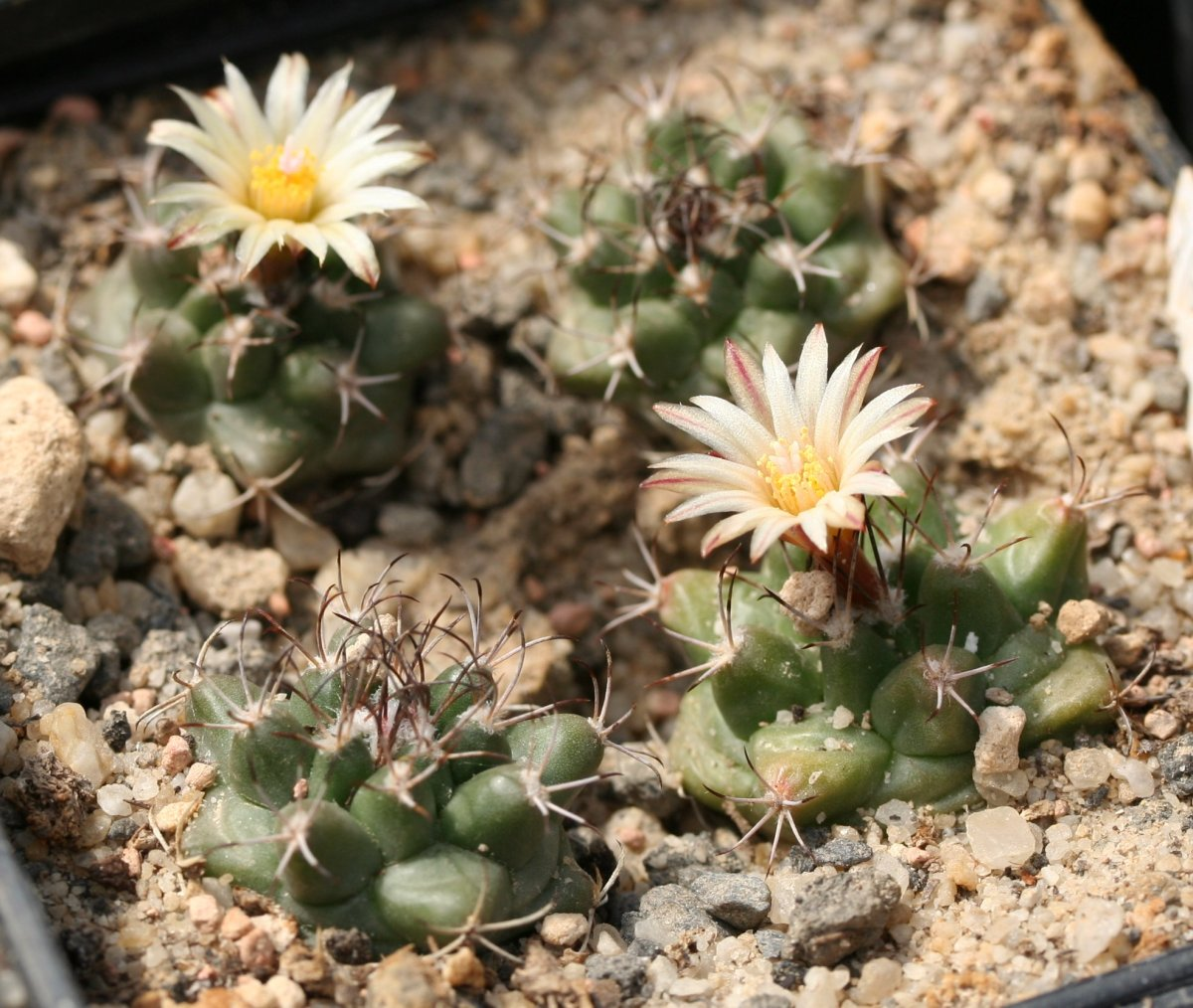
Turbinicarpus swobodae

Turbinicarpus swobodae ist eine Pflanzenart in der Gattung Turbinicarpus aus der Familie der Kakteengewächse (Cactaceae). Das Artepitheton swobodae ehrt den österreichischen Kakteenliebhaber Heinz Swoboda (1941–1997).

## Beschreibung
Turbinicarpus swobodae wächst einzeln mit dunkel graugrünen, niedergedrückt kugelförmigen bis kurz zylindrischen Körpern und hat Faserwurzeln. Die Körper erreichen Wuchshöhen von etwa 3 Zentimetern und Durchmesser von 5 Zentimetern. Ihre unregelmäßig pyramidenförmigen Höcker sind 3 bis 5 Millimeter hoch. Es sind 4 bis 6 nicht korkige Dornen vorhanden, die an der Basis weißlich und zur Spitze hin dunkelgrau oder schwarz sind und 4 bis 13 Millimeter lang werden.
Die weißen bis cremefarbenen oder leuchtend gelben Blüten sind 1 bis 1,6 Zentimeter lang und weisen Durchmesser von 1,3 bis 2,2 Zentimetern auf. Die anfangs grünlichen Früchte werden später bräunlich. Sie sind 5 bis 7 Millimeter lang und erreichen Durchmesser von 3,5 bis 4 Millimeter.

## Systematik, Verbreitung und Gefährdung
Turbinicarpus swobodae ist im mexikanischen Bundesstaat Nuevo León verbreitet.
Die Erstbeschreibung erfolgte 1987 durch Lothar Diers. Ein nomenklatorisches Synonym ist Pediocactus swobodae (Diers) Halda (1998).
Turbinicarpus swobodae wird in Anhang I des Washingtoner Artenschutz-Übereinkommen geführt. In der Roten Liste gefährdeter Arten der IUCN ist sie als „Critically Endangered (CR)“, d. h. als vom Aussterben bedroht eingestuft.

## Nachweise